# Аль-Вакиди
Абу́ ‘Абдулла́х Муха́ммад ибн ‘У́мар аль-Аслями́, более известен как аль-Ва́киди (араб. الواقدي‎; 747, Медина, совр. Саудовская Аравия — 27 апреля 823, Багдад, совр. Ирак) — один из известнейших исламских историков.

## Биография
Его полное имя: Абу ‘Абдуллах Мухаммад ибн ‘Умар ибн Вакид ас-Сахми аль-Аслями. Он родился в Медине в 747 году. Занимался торговлей пшеницей, но неудачно. В 796 году отправился в Ирак в период правления халифа Харуна ар-Рашида, где наладил контакт с Яхьей ибн Халидом аль-Бармаки. Аль-Бармаки приблизил его к халифу, который назначил его судьей Багдада.
Умер 27 апреля 823 года в Багдаде.

## Труды
Мухаммад аль-Вакиди написал книгу «Китаб аль-магази» («Книга походов»). Она состоит из преданий о военных походах и сражениях первого мусульманского государства и является важным историческим источником. Ему приписывают также книгу «Футух аш-Шам» («Завоевание Сирии»), которое дошло до нас после изменения в форме исторического романа. Изменённая редакция «Футух аш-Шам» имела цель возбуждать религиозное рвение мусульман против крестоносцев.